# Vojtech Kováč (voják)
Genmjr. Ing. Vojtech Kováč, Csc. (původním příjmenním Kovacs, 21. února 1900 Zvolen – 20. září 1983 Bratislava) byl československý generál slovenské národnosti, účastník Slovenského národního povstání a politický vězeň komunistického režimu.

## Život

### Mládí
Vojtech Kovacs se narodil 21. února 1900 ve Zvoleně v rodině železničáře Ondreje Kovacse a Anny, rozené Vankové. V letech první světové války se vyučil strojním zámečníkem na strojnické škole ve Zvoleně. Do roku 1922 studoval na vyšší strojnické škole v Košicích. Prezenční vojenskou službu absolvoval souběžně se studii mezi roky 1921 a 1923, v jejím rámci absolvoval školu důstojníků v záloze, do zálohy odešel v hodnosti podporučíka. V letech 1922 až 1927 studoval na Českém vysoké učení technickém v Praze. Současně do roku 1925 pracoval jako konstruktér v Holoubkově a do roku 1929 v plzeňské Škodovce.

### Vojenská kariéra před druhou světovou válkou
Vojtech Kováč byl zpět do vojenské služby aktivován v roce 1930. Působil jako důstojník stavební správy Ministerstva národní obrany do roku 1932 v Košicích a poté v Brně.

### Druhá světová válka
Po rozpadu Československa v březnu 1939 přešel Vojtech Kováč do řad nově vzniklé Slovenské armády. Působil na funkci přednosty stavebního oddělení Ministerstva národní obrany a zároveň na Nejvyšším úřadu pro zásobování a to až do vypuknutí Slovenského národního povstání. Na jeho zejména hospodářských přípravách se podílel, vstoupil do spolupráce s ilegální Slovenskou národní radou. Na konci srpna 1944 přešel s většinou příslušníků svého oddělení na povstalecké území. Zastával funkci referenta opevňovacích prací a byl členem Pověřenectví Slovenské národní rady pro věci hospodářské a zásobovací. Dne 2. září 1944 se stal velitelem vojenského doprovodu při dopravě zlatého pokladu z Kremnice do Banské Bystrice. Po pádu Banské Bystrice odešel do hor a zúčastnil se partyzánského boje v prostoru Poľany, kde 13. února 1945 padl do zajetí. Týž den se mu ale podařilo uprchnout a opět se přidal k partyzánům v prostoru Kyslinek. Po přechodu fronty vstoupil do 1. československého armádního sboru. Válku ukončil na postu vedoucího stavebního oddělení Ministerstva národní obrany v Košicích.

### Po druhé světové válce
Po skončení Druhé světové války zastával Vojtech Kováč funkci přednosty III./5. oddělení Ministerstva národní obrany v Praze, kde fakticky velel opevňovacím pracím. Zároveň mezi lety 1945 a 1946 studoval na Fakultě strojního inženýrství Vysokého učení technického v Brně. Dne 16. února 1947 byl povýšen do hodnosti brigádního generála. Během let 1949 a 1950 byl postupně odeslán na dovolenou, propuštěný z činné služby a nakonec propuštěný zcela, přičemž mu byla odebrána vojenská hodnost. Poprvé vězněn byl mezi lety 1950 a 1951 na Mírově, poté pracoval pro vodohospodářské služby v Praze, od roku 1954 v Bratislavě pro Západoslovenské kamenolomy a štěrkopískovny a od roku 1957 jako vedoucí oddělení technického rozvoje Výzkumného ústavu kabelů a izolantů. Mezi lety 1958 a 1961 byl vězněn podruhé a během věznění onemocněl rakovinou plic, polovina mu musela být odoperována. Po propuštění na amnestii odešel do důchodu. Zemřel 20. září 1983 v Bratislavě. V roce 1968 byl rehabilitován a v roce 1991 mu byla navrácena hodnost generálmajora. Pohřben je v Bratislavě, Starých Gruntech na hřbitově ve Slavíčím údolí, sektor 34A, hrob č. 327.

## Vyznamenání
- 1945 Řád Slovenského národního povstání I. a II. třídy
- 1945 Československá medaile za zásluhy I. stupně
- 1945 Medaile za vítězství nad Německem ve Velké vlastenecké válce 1941–1945
- 1946 Československý válečný kříž 1939